# Marcin Jankowski (e-sportowiec)

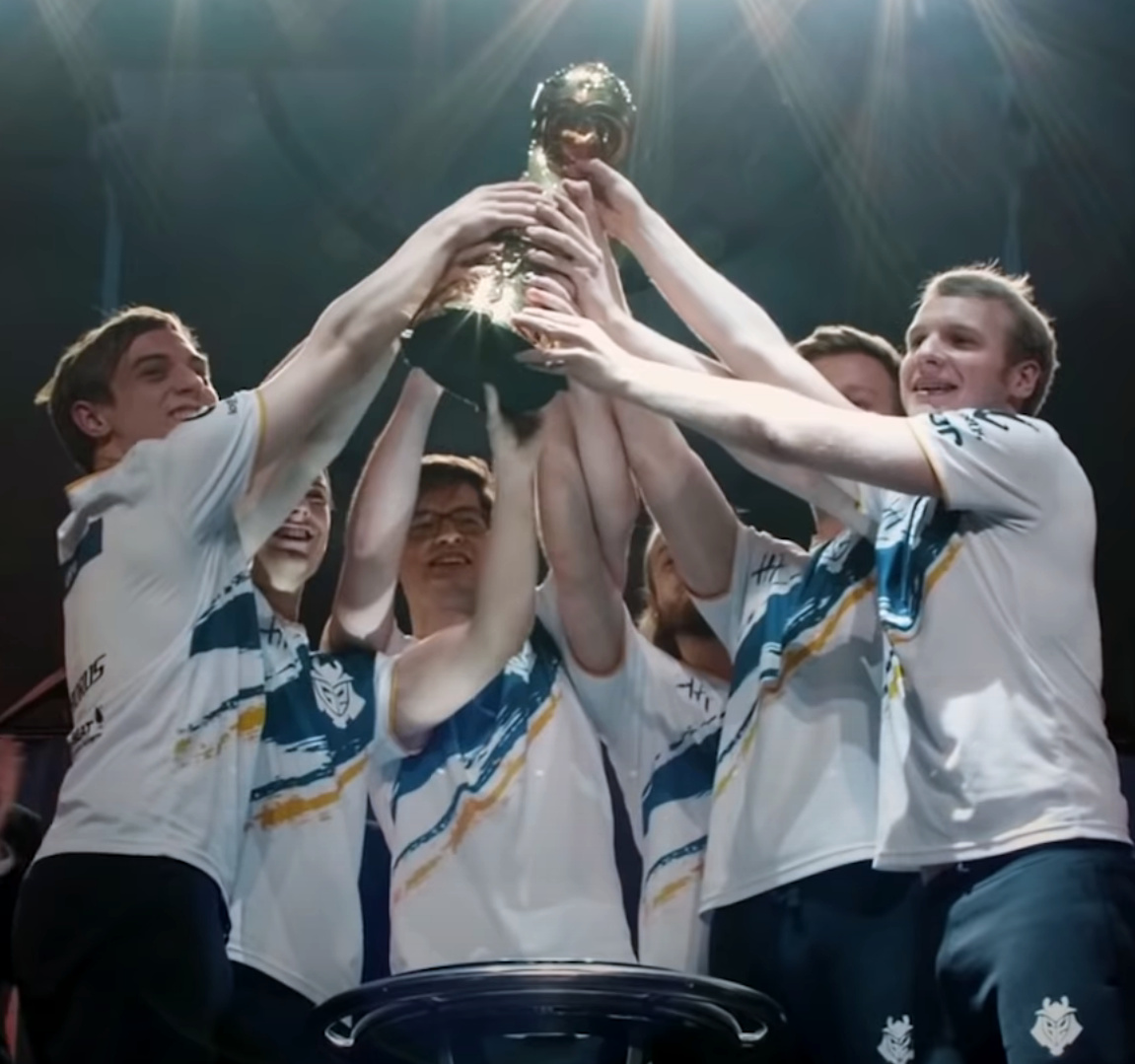
Drużyna G2 Esports po zwycięstwie w turnieju Mid-Season Invitational w 2019 r. (Jankos pierwszy od prawej strony)

Marcin Jankowski, ps. „Jankos” (ur. 23 lipca 1995) – polski zawodowy gracz e-sportowy w grze League of Legends. Były reprezentant czołowych europejskich drużyn m.in. H2k Gaming, Team ROCCAT, G2 Esports czy Team Heretics. Od stycznia 2025 r. dżungler drużyny The Ruddy Sack.
Jankos jest uznawany za jednego z najlepszych oraz najagresywniejszych dżunglerów w całej Europie. Ze względu na agresywne zejścia na linię w początkowej fazie meczu oraz częste zabójstwa przeciwników lub asystowanie przy nich, zyskał na scenach europejskiej i międzynarodowej przydomek Króla Pierwszej Krwi (ang. First Blood King). W trakcie kariery często powtarzał, mimo młodego wieku, że jest już podstarzałym graczem i wybiera się na emeryturę.

## Życiorys
Marcin Jankowski zaczął interesować się grami komputerowymi już w dzieciństwie. W wieku dwunastu lat zaczął grać w produkcję Blizzard Entertainment - Warcraftem III, a niedługo potem modyfikacją do tej gry Defense of the Ancients (DotA). Po obejrzeniu recenzji gry League of Legends autorstwa Tadeusza Zielińskiego na kanale Hyper TV, zainteresował się produkcją Riot Games. Początkowo traktował grę wyłącznie jako forma rozrywki. Podczas gry na serwerach amerykańskich został zauważony przez profesjonalnego gracza Christiana „IWillDominate” Riverę, który był pod wrażeniem jego umiejętności i namówił go do treningów. Latem 2012 roku Jankowski intensywnie rywalizował w rozgrywkach rankingowych. W tym czasie różne drużyny zgłaszały zainteresowanie współpracą z nim. W wieku siedemnastu lat podjął decyzję o przerwaniu nauki w technikum gastronomicznym, aby rozpocząć karierę e-sportową. Pomysł spotkał się z oporem jego matki, która nazwała pomysł „szalonym” i była mu przeciwna, jednak ojciec i siostra zdecydowali się wspierać pasję Marcina.
Pierwszym zespołem Jankosa był francuski Team Mistral (styczeń–maj 2013) z którym wziął udział w turnieju kwalifikacyjnym do European League of Legends Challanger Series (EU LCS) w Lille, we Francji. Z tego okresu pochodzi anegdota o tym, że Jankos nie zabrał na swoje pierwsze mecze myszki i klawiatury, zakładając, że sprzęt zostaje zapewniony przez organizatorów. Od maja 2013 roku reprezentował barwy polskiej drużny GF-Gaming, gdzie nawiązał współpracę z Remigiuszem „Overpow” Puschem oraz Oskarem „Vanderem” Bogdanem. W wrześniu Jankos oraz Vander dołączyli do Overpowa do drużyny „Kiedyś Miałem Team”, zakontraktowanej przez H2k-Gaming do wzięcia udziału w turnieju DreamHack w Bukareszcie. Na przełomie października i listopada, pod szyldem H2k drużyna wzięła udział w turnieju kwalifikującym do turnieju promocyjnego do wiosennego sezonu EU LCS 2014. Przed rozpoczęciem turnieju drużyna powróciła do nazwy „Kiedyś Miałem Team”. W meczu kwalifikacyjnym pokonali faworytów, szwedzką drużynę Ninjas in Pyjamas i zakwalifikowali się do EU LCS. Po zwycięstwie drużyna znalazła sponsora w postaci niemieckiej firmy peryferyjnej ROCCAT.
Po pomyślnym zakończeniu 2014 roku, w którym wykazałsię wyjątkowym umiejętnościami, eksperci e-sportowi zaczęli rozważać możliwość uznania go jednym z najlepszych zawodników na swojej roli w Europie. Pomimo udanego letniego sezonu, drużyna Jankosa przegrała decydujące spotkanie z niemiecką drużyną SK Gaming o awans na Mistrzostwa Świata. W grudniu 2015 roku powrócił do zespołu H2k-Gaming, w którym spędził niemal dwa lata osiągając znaczne sukcesy. Podczas Mistrzostw Świata jesienią 2016 roku jego drużyna zajęła pierwsze miejsce w grupie, a następnie awansowała do półfinału, w którym uległa koreańskiej formacji Samsung Galaxy. W roku 2017 zespół przegrał z Fnatic w rywalizacji o promocję na Mistrzostwa Świata. W konsekwencji Jankos podjął decyzję o zmianie drużyny. W grudniu 2017 roku dołączył do hiszpańskiej organizacji, drużyny G2 Esports.
W wiosennym sezonie EU LCS 2018, drużyna przegrała finał z Fnatic z wynikiem 0-3. Letni split zakończył się na etapie ćwierćfinałów fazy playoff, jednak triumfowała w turnieju barażowym, pokonując w finale FC Schalke 04 wynikiem 3-1. Podczas Mistrzostw Świata 2018 Jankos ponownie dotarł do półfinału, gdzie uległ przyszłemu mistrzowi, chińskiej organizacji Invictus Gaming. W styczniu 2019 roku Jankos podpisał nowy, dwuletni kontrakt z organizacją G2 Esports.W tym samym roku po raz pierwszy w swojej karierze wygrał sezon oraz awansował na drugi najbardziej prestiżowy turniej: Mid-Season Invitational w Tajpej. W finale G2 pokonało amerykański zespół Team Liquid wynikiem 3-0. Po powrocie do Europy drużyna wygrała letni split, na zakończenie którego Jankos został wyróżniony tytułem Najbardziej Wartościowego Gracza (MVP) w Europie. Przed rozpoczęciem Mistrzostw Świata 2019 amerykańska stacja telewizyjna ESPN uznała Jankosa najlepszym graczem udającym na turniej. W wielkim stylu zespół dotarł do finału rozegranym na scenie w Paryżu, gdzie G2 uległo chińskiej drużynie FunPlus Phoenix. W 2020 roku Jnakos wraz z G2 Esports ponownie triumfował w obu sezonach, a wiosną obronił tytuł MVP. Na Mistrzostwach Świata 2020 drużyna dotarła do półfinału, gdzie została pokonana przez późniejszego triumfatora turnieju, koreański zespół DAMWON Gaming. W 2021 roku kariera Jankosa przeszła recesję: w wiosennym sezonie G2 Esports przegrało w półfinale z Rogue, zajmując trzecie miejsce w ogólnej klasyfikacji, natomiast w letnim sezonie przegrała mecz o awans na Mistrzostwach Świata z Fnatic, ostatecznie zajmując czwarte miejsce. W 2022 roku G2 Esports przeszło gruntowną reorganizację, w wyniku której w składzie pozostali jedynie Jankos oraz środkowy Rasmus „Caps” Winther. Wiosenny split przyniósł niespodziewany triumf, gdy drużyna zwyciężyła w finale przeciwko Rogue, co zapewniło im awans na MSI 2022 w Korei Południowej. W Korei Jankos spotkał się kilkukrotnie z streamerką Plumy, co stało się internetowym viralem. W trakcie turnieju drużyna Jankosa dotarła do półfinału, gdzie przegrała z koreańską formacją T1. W finale letniego sezonu G2 uległo Rogue 0-3, dodatkowo podczas Mistrzostw Świata 2022 drużyna osiągnęła słaby rezultat zajmując ex æquo trzecie miejsce z amerykańską drużyną Evil Geniuses. W październiku 2022 roku Jankos poinformował o opuszczeniu drużyny G2 Esports, jednak organizacja przez miesiąc utrzymywała go w tzw. "więzieniu kontraktowym", odrzucając oferty z innych drużyn.
W grudniu 2022 r. hiszpańska organizacja Team Heretics poinformowała o zakontraktowaniu Jankosa na sezon zimowy 2023 r. W trakcie dwuletniego pobytu w drużynie Jankosowi nie udało się powtórzyć rezultatów osiąganych w G2 Esports. Mimo to nadal indywidualnie nadal pozostawał na wysokim poziomie umiejętności o czym świadczy wybór Marcina do trzeciego All-Pro Teamu letniego sezonu 2023 roku. 15 stycznia 2024 r. Jankos jako pierwszy gracz LEC przekroczył próg 600 rozegranych gier. Na wiosenny sezon 2024 do drużyny Jankosa dołączyło dwóch Polaków: Adrian "Trymbi" Trybus oraz Artur "Zwyroo" Trojan, odtąd hiszpańska organizacja zyskała sympatię polskich graczy, jednak wyniki nie uległy poprawie. 13 listopada 2024 r. Jankos opuścił Team Heretics oraz rozpoczął negocjacje z innymi drużynami w LEC.
22 listopada redaktorzy Sheep Esports donieśli, że Jankos miał dołączyć do brytyjskiej organizacji Ruddy Esports biorącej udział w regionalnej lidze nordyckiej. 5 stycznia 2025 r. oficjalnie ogłoszono skład drużyn The Ruddy Sack wraz z potwierdzoną informacją o dołączeniu Jankosa.

## Osiągnięcia
Europejskie
| Data       | Miejsce | Turniej                     | Drużyna       | Źródła |
| ---------- | ------- | --------------------------- | ------------- | ------ |
| 2013-09-15 | 1       | DreamHack Bucharest 2013    | H2k Gaming    |        |
| 2014-04-17 | 3       | EU 2014 LCS Spring Playoffs | Team ROCCAT   |        |
| 2014-08-17 | 4       | EU 2014 LCS Summer Playoffs | Team ROCCAT   |        |
| 2015-03-27 | 8       | EU LCS 2015 Spring Playoffs | Team ROCCAT   |        |
| 2015-08-23 | 5-6     | EU LCS 2015 Summer Playoffs | Team ROCCAT   | [ 35 ] |
| 2016-04-17 | 4       | EU LCS 2016 Spring Playoffs | H2k Gaming    | [ 36 ] |
| 2016-08-28 | 3       | EU LCS 2016 Summer Playoffs | H2k Gaming    | [ 37 ] |
| 2017-04-23 | 5-6     | EU LCS 2017 Spring Playoffs | H2k Gaming    | [ 38 ] |
| 2017-09-03 | 4       | EU LCS 2017 Summer Playoffs | H2k Gaming    | [ 39 ] |
| 2018-04-08 | 2       | EU LCS 2018 Spring Playoffs | G2 Esports    | [ 40 ] |
| 2018-08-25 | 5-6     | EU LCS 2018 Summer Playoffs | G2 Esports    | [ 41 ] |
| 2019-04-14 | 1       | LEC 2019 Spring Playoffs    | G2 Esports    | [ 42 ] |
| 2019-09-08 | 1       | LEC 2019 Summer Playoffs    | G2 Esports    | [ 43 ] |
| 2020-04-19 | 1       | LEC 2020 Spring Playoffs    | G2 Esports    | [ 44 ] |
| 2020-09-06 | 1       | LEC 2020 Summer Playoffs    | G2 Esports    | [ 45 ] |
| 2021-04-10 | 3       | LEC 2021 Spring Playoffs    | G2 Esports    | [ 46 ] |
| 2021-08-22 | 4       | LEC 2021 Summer Playoffs    | G2 Esports    | [ 14 ] |
| 2022-04-10 | 1       | LEC 2022 Spring Playoffs    | G2 Esports    | [ 47 ] |
| 2022-09-11 | 2       | LEC 2022 Summer Playoffs    | G2 Esports    | [ 48 ] |
| 2023-07-28 | 4       | LEC 2023 Summer Playoffs    | Team Heretics | [ 49 ] |
| 2024-04-06 | 5-6     | LEC 2024 Spring Playoffs    | Team Heretics | [ 50 ] |

Międzynarodowe
| Data       | Miejsce | Turniej                          | Drużyna     | Źródła |
| ---------- | ------- | -------------------------------- | ----------- | ------ |
| 2014-12-21 | 3-4     | IEM Season 9 Cologne             | Team ROCCAT |        |
| 2015-12-20 | 3-4     | IEM Season 10 Cologne            | H2k Gaming  |        |
| 2016-10-29 | 3-4     | 2016 World Championship          | H2k Gaming  | [ 8 ]  |
| 2017-02-27 | 3-4     | IEM Season 11 World Championship | H2k Gaming  | [ 51 ] |
| 2018-07-08 | 1       | Rift Rivals 2018 NA-EU           | G2 Esports  | [ 52 ] |
| 2018-10-27 | 3-4     | 2018 World Championship          | G2 Esports  | [ 9 ]  |
| 2019-05-19 | 1       | 2019 Mid-Season Invitational     | G2 Esports  | [ 53 ] |
| 2019-06-29 | 1       | Rift Rivals 2019 NA-EU           | G2 Esports  | [ 54 ] |
| 2019-11-10 | 2       | 2019 World Championship          | G2 Esports  | [ 55 ] |
| 2020-10-24 | 3-4     | 2020 World Championship          | G2 Esports  | [ 56 ] |
| 2022-05-28 | 3-4     | 2022 Mid-Season Invitational     | G2 Esports  | [ 57 ] |
| 2022-10-15 | 11-14   | 2022 World Championship          | G2 Esports  | [ 58 ] |

Indywidualne
| Nagroda        | Turniej         | Drużyna    | Źródła |
| -------------- | --------------- | ---------- | ------ |
| drużyna splitu | LEC 2019 Spring | G2 Esports | [ 59 ] |
| drużyna splitu | LEC 2019 Summer | G2 Esports | [ 60 ] |
| MVP splitu     | LEC 2019 Summer | G2 Esports | [ 11 ] |
| drużyna splitu | LEC 2020 Spring | G2 Esports | [ 61 ] |
| MVP splitu     | LEC 2020 Spring | G2 Esports | [ 62 ] |
| drużyna splitu | LEC 2021 Spring | G2 Esports | [ 63 ] |

## Nagrody
9 stycznia 2021 Marcin Jankowski został uhonorowany specjalną nagrodą Przeglądu Sportowego w kategorii E-Sport podczas 86. Plebiscytu Przeglądu Sportowego. Jest to pierwsza nagroda tego typu wręczona profesjonalnemu graczowi w Polsce.